# O Mundo Segundo Jeff Goldblum
O Mundo Segundo Jeff Goldblum (em inglês:  The World According to Jeff Goldblum) é uma série de televisão documental americana de 2019 apresentada por Jeff Goldblum que estreou no Disney+ em 12 de novembro de 2019.
A segunda temporada estreou em 12 de novembro de 2021.

## Premissa
A premissa do programa é, porque é o mundo de acordo com Jeff Goldblum, sou eu com todas as informações e experiências que minha vida trouxe até este ponto, agora me lançando no mundo e explorando uma coisa ou outra. Não é como se eu fizesse algum dever de casa/pesquisa/estudo extra sobre isso para que eu tendesse a saber algo sobre isso e depois contar a você sobre isso. Não, não é bem assim.— Jeff Goldblum, apresentador
A série acompanha Jeff, enquanto ele "explora o mundo". Ele faz isso cobrindo tópicos como videogames, sorvetes e tênis, conversando com influenciadores e especialistas com amplo conhecimento e experiência nesses assuntos específicos.

## Produção
O programa foi anunciado como parte da apresentação da National Geographic durante a reunião de investidores da Disney em 11 de abril de 2019 para o Disney+.

### Filmagens
A produção começou em abril de 2019. Durante as filmagens, Jeff Goldblum pesquisou o mínimo possível sobre os temas apresentados no programa. Ele explora uma ampla gama de produtos, incluindo tênis, sorvetes, tatuagens e bicicletas.
Os tópicos para a segunda temporada foram planejados e as filmagens começaram no início de 2020, antes de serem encerradas como consequência das restrições da COVID-19. O primeiro episódio deveria ter fogos de artifício, e Goldblum aparentemente filmou uma entrevista com um astronauta para a série. Não se sabe se o material planejado ou já filmado antes da pandemia de coronavírus será usado em séries futuras.

## Episódios
| Temporada | Temporada | Episódios | Episódios             | Originalmente lançado  | Originalmente lançado  |
| Temporada | Temporada | Episódios | Episódios             | Estreia da temporada   | Final da temporada     |
| --------- | --------- | --------- | --------------------- | ---------------------- | ---------------------- |
|           | 1         | 12        | 12                    | 12 de novembro de 2019 | 24 de janeiro de 2020  |
|           | 2         | 10        | 5                     | 12 de novembro de 2021 | 12 de novembro de 2021 |
| 5         | 2         | 10        | 19 de janeiro de 2022 | 19 de janeiro de 2022  |                        |

### 1.ª temporada (2019–20)
| N.º na série | N.º na temp. | Título      | Lançamento             |
| ------------ | ------------ | ----------- | ---------------------- |
| 1            | 1            | "Sneakers"  | 12 de novembro de 2019 |
| 2            | 2            | "Ice Cream" | 15 de novembro de 2019 |
| 3            | 3            | "Tattoos"   | 22 de novembro de 2019 |
| 4            | 4            | "Denim"     | 29 de novembro de 2019 |
| 5            | 5            | "BBQ"       | 6 de dezembro de 2019  |
| 6            | 6            | "Gaming"    | 13 de dezembro de 2019 |
| 7            | 7            | "Bikes"     | 20 de dezembro de 2019 |
| 8            | 8            | "RVs"       | 27 de dezembro de 2019 |
| 9            | 9            | "Coffee"    | 3 de janeiro de 2020   |
| 10           | 10           | "Cosmetics" | 10 de janeiro de 2020  |
| 11           | 11           | "Pools"     | 17 de janeiro de 2020  |
| 12           | 12           | "Jewelry"   | 24 de janeiro de 2020  |

### 2.ª temporada (2021–22)
| Parte 1 |    |               |                        |
| 13      | 1  | "Dogs"        | 12 de novembro de 2021 |
| 14      | 2  | "Dance"       | 12 de novembro de 2021 |
| 15      | 3  | "Magic"       | 12 de novembro de 2021 |
| 16      | 4  | "Fireworks"   | 12 de novembro de 2021 |
| 17      | 5  | "Monsters"    | 12 de novembro de 2021 |
| Parte 2 |    |               |                        |
| 18      | 6  | "Tiny Things" | 19 de janeiro de 2022  |
| 19      | 7  | "Puzzles"     | 19 de janeiro de 2022  |
| 20      | 8  | "Motorcycles" | 19 de janeiro de 2022  |
| 21      | 9  | "Birthdays"   | 19 de janeiro de 2022  |
| 22      | 10 | "Backyards"   | 19 de janeiro de 2022  |

## Lançamento
O primeiro episódio da série estreou em 12 de novembro de 2019, data de lançamento do Disney+. Os episódios foram lançados semanalmente em 4K HDR.
Os primeiros cinco episódios da segunda temporada foram lançados em 12 de novembro de 2021, data que a Disney chamou de Disney+ Day, com o restante da segunda temporada sendo lançado em 19 de janeiro de 2022.

### Promoção
O Disney+ lançou o primeiro pôster em 23 de agosto de 2019, coincidindo com seu painel na D23 Expo. Mais tarde, durante a apresentação, eles lançaram o trailer completo.

## Recepção
O site agregador de críticas Rotten Tomatoes relatou um índice de aprovação de 82% para a primeira temporada com uma classificação média de 7.60/10, baseada em 22 opiniões. O consenso crítico do site diz: "Embora os fãs do homem encontrem muito o que gostar nesta série de documentários peculiares e otimistas - se não terrivelmente educacionais, aqueles que ainda não estão sintonizados com seu senso de estilo particular podem não apreciara visão peculiar de The World According to Jeff Goldblum". O Metacritic, que usa uma média ponderada, atribuiu uma pontuação de 64 de 100 com base em 8 críticos, indicando "avaliações geralmente favoráveis".